# Pamponerus helveticus
Pamponerus helveticus là một loài ruồi trong họ Asilidae. Pamponerus helveticus được Mik miêu tả năm 1864.